# Premio P.C. Hooft
El Premio P.C. Hooft (en neerlandés, P.C. Hooft-prijs o P.C. Hooftprijs) es considerado la distinción literaria más prestigiosa del ámbito lingüístico neerlandés. Se concede alternativamente a un prosista, a un ensayista o a un poeta.

## Antecedentes
Instituido en 1947 por el Estado de los Países Bajos con motivo del 300.° aniversario de la muerte de Pieter Corneliszoon Hooft, el Premio P.C. Hooft es un galardón otorgado anualmente por la fundación homóloga independiente ("Stichting P.C. Hooft-prijs") en el Museo de las Letras Neerlandesas ("Nederlands Letterkundig Museum") de La Haya. Hasta 1955 se concedió por una obra específica; desde entonces se viene premiando una obra completa. Está dotado en la actualidad con un importe de 60.000 euros.

## Polémica
En 1984, la nominación del eminente polemista Hugo Brandt Corstius por el jurado provocó tensiones entre la fundación independiente y el Estado. El entonces ministro de Cultura, el democristiano Elco Brinkman, se negó a hacer entrega del premio al autor nominado, debido a sus reiteradas críticas inoportunas al gobierno liderado por su correligionario Ruud Lubbers. Como consecuencia, el premio tampoco se entregó en los dos años sucesivos. En 1987 se reinstauró la tradición, resultando galardonado Hugo Brandt Corstius. En enero de 2005, la subsecretaria de Cultura Medy van der Laan donó al Museo de las Letras la medalla correspondiente al premio no entregado de 1984.

## Autores premiados
| - 1947 - Amoene van Haersolte - 1947 - Arthur van Schendel - 1948 - A.M. Hammacher - 1949 - Gerrit Achterberg - 1950 - Simon Vestdijk - 1951 - E.J. Dijksterhuis - 1952 - J.C. Bloem - 1953 - Ferdinand Bordewijk - 1954 - L.J. Rogier - 1955 - Adriaan Roland Holst - 1956 - Anna Blaman - 1957 - Pieter Geyl - 1958 - Pierre Kemp - 1959 - no concedido - 1960 - Victor E. van Vriesland - 1961 - H.W.J.M. Keuls - 1962 - Theun de Vries - 1963 - F.G.L. van der Meer - 1964 - Leo Vroman - 1965 - no concedido - 1966 - Anton van Duinkerken - 1967 - Lucebert - 1968 - Gerard Kornelis van het Reve - 1969 - no concedido | - 1970 - Gerrit Kouwenaar - 1971 - Willem Frederik Hermans (rechazado) - 1972 - Abel Herzberg - 1973 - Hendrik de Vries - 1974 - Simon Carmiggelt - 1975 - Rudy Kousbroek - 1976 - Remco Campert - 1977 - Harry Mulisch - 1978 - Cornelis Verhoeven - 1979 - Ida Gerhardt - 1980 - Willem Brakman - 1981 - Karel van het Reve - 1982 - M. Vasalis - 1983 - Hella S. Haasse - 1984 - no concedido - 1985 - no concedido - 1986 - no concedido - 1987 - Hugo Brandt Corstius - 1988 - Rutger Kopland - 1989 - Jan Wolkers (rechazado) - 1990 - Kees Fens - 1991 - Elisabeth Eybers - 1992 - Anton Koolhaas | - 1993 - Gerrit Komrij - 1994 - J. Bernlef - 1995 - A. Alberts - 1996 - K. Schippers - 1997 - Judith Herzberg - 1998 - F.B. Hotz - 1999 - Arthur Lehning - 2000 - Eva Gerlach - 2001 - Gerrit Krol - 2002 - Sem Dresden - 2003 - Herman ter Balkt - 2004 - Cees Nooteboom - 2005 - Frédéric Bastet - 2006 - H.C. ten Berge - 2007 - Maarten Biesheuvel - 2008 - Abram de Swaan - 2009 - Hans Verhagen - 2010 - Charlotte Mutsaers - 2011 - H.J.A. Hofland - 2012 - Tonnus Oosterhoff - 2013 – A. F. Th. van der Heijden - 2014 - Willem Jan Otten - 2015 - Anneke Brassinga - 2016 - Astrid Roemer |